# (100222) 1994 PU12
(100222) 1994 PU12 es un asteroide perteneciente al cinturón de asteroides, descubierto el 10 de agosto de 1994 por Eric Walter Elst desde el Observatorio de La Silla, Chile.

## Designación y nombre
Designado provisionalmente como 1994 PU12.

## Características orbitales
1994 PU12 está situado a una distancia media del Sol de 2,566 ua, pudiendo alejarse hasta 3,029 ua y acercarse hasta 2,103 ua. Su excentricidad es 0,180 y la inclinación orbital 3,094 grados. Emplea 1501 días en completar una órbita alrededor del Sol.

## Características físicas
La magnitud absoluta de 1994 PU12 es 16,3.